# اندی کرازبی
اندی کرازبی (انگلیسی: Andy Crosby؛ زادهٔ ۳ مارس ۱۹۷۳) بازیکن فوتبال اهل بریتانیا است.
از باشگاه‌هایی که در آن بازی کرده‌است می‌توان به باشگاه فوتبال دونکستر راورز، باشگاه فوتبال لیدز یونایتد، باشگاه فوتبال دارلینگتون، باشگاه فوتبال اسکانتورپ یونایتد، باشگاه فوتبال آکسفورد یونایتد، و باشگاه فوتبال برایتون اند هوو آلبیون اشاره کرد.